# 우메타니촌
우메타니촌(일본어: 梅谷村)은 일본 기후현 후와군에 설치되었던 촌이다. 현재의 다루이정에 해당한다.